# 汪敬煦
汪敬煦（1918年5月30日—2011年9月17日），生於北京，籍貫浙江杭州，中華民國陸軍二級上將。
陸軍官校14期工兵科、美國陸軍工兵學校5期、美國陸軍參謀大學正規班2期、三軍大學戰爭學院59年冬班、三軍聯合參謀大學61年班等軍校畢業，曾任總統府參軍長、國家安全局局長、臺灣警備總司令部總司令、國防部情報局局長、憲兵司令部司令、陸軍供應司令部司令、國防部參謀本部作戰參謀次長室次長、國防部參謀本部後勤參謀次長室次長、陸軍工兵學校校長、陸軍17師師長、陸軍81師師長、陸軍二軍團工兵指揮部副指揮官、國防部兵棋室主任、陸軍67師199團團長、陸軍67師參謀長、陸軍工兵營長、駐伊朗王國武官、駐聯合國軍事代表團參謀、駐美國軍事代表團團員、連長、排長，抗戰時打過桂柳會戰，也是中華民國政府唯一的一位曾經擔任過所有軍職情治機構首長的人士。在他任內，曾發生陳文成命案、美麗島事件、江南案、鳳飛飛「歌監」事件等。

## 生平
汪敬煦於1937年進入南開大學就讀，因對日抗戰爆發，而決定棄筆從戎，並畢業於陸軍軍官學校14期工兵科，曾參與桂柳會戰。因其英文能力良好，曾任同盟國中國戰區中國陸軍總司令部總司令何應欽上將的侍從參謀（後與何應欽上將女兒結婚，為何之女婿）。歷任師長、國安局駐馬來西亞代表、工兵署長、作戰次長、工兵學校校長、後勤次長。●註：何應欽沒有女兒。過繼的女兒何麗珠是蔣友光的妻子。
1964年，擔任陸軍工兵學校校長期間，奉派組織軍事顧問團前往利比亞王國，協助利比亞建立後勤、兵工和通訊體系。期間與格達費建立了良好的私人關係。
轉任憲兵司令後，開始在情治機構擔任要職。
卸任國安局長後，轉任中華航空事業發展基金會董事長、總統府參軍長。
2011年9月17日病逝。骨灰安厝於新北市三芝區北海福座寶塔。

## 外部連結
- 前國安局長汪敬煦今晨過世 [永久]